# 사니꾼 타나산
사니꾼 타나산(태국어: ศนิกุล ธนสาร)으로도 불리는 소피타 타나산(태국어: โสภิตา ธนสาร, 1994년 12월 23일~)은 태국의 역도 선수이다. 2008년 하계 올림픽 여자 플라이급 종목에서 금메달을 획득했으며 세계 선수권 대회에서 금메달 1개, 은메달 1개를 획득했다. 